# Suicide collectif

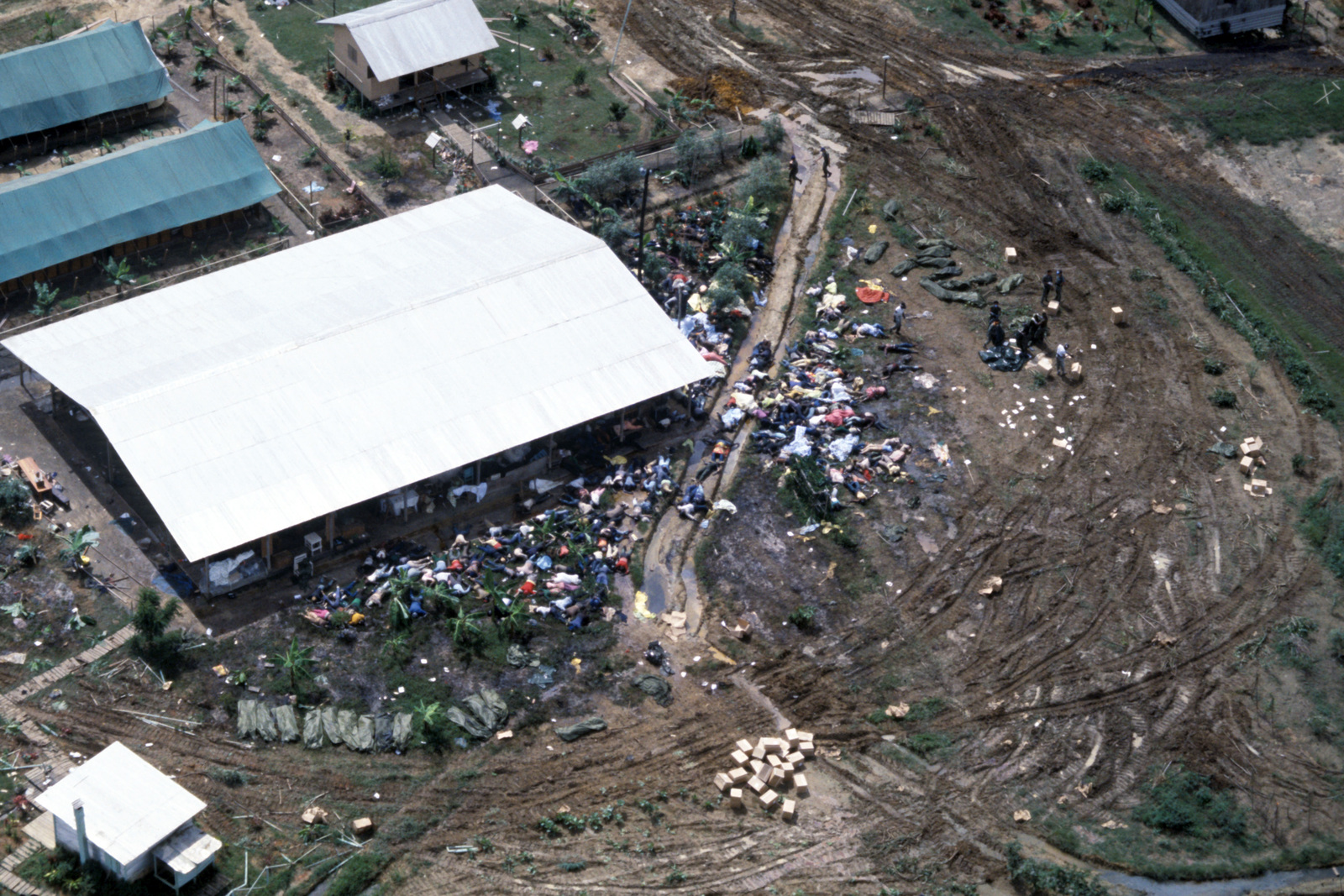
Vue aérienne des victimes du suicide de masse de Jonestown.

Le suicide collectif est une forme de suicide commis par plusieurs personnes en même temps (se connaissant ou non), généralement pour la même raison.

## Suicides au sein de sectes religieuses
La fin du siège de la forteresse de Massada par les Romains a longtemps été présentée comme un suicide collectif des rebelles juifs, les Sicaires, qui s'y étaient réfugiés, avant que des historiens mettent en doute cette thèse. Plusieurs événements, principalement en temps de guerre, ont ainsi été présentés comme des suicides collectifs par des assaillants alors qu'il s'agissait de tueries. Au cours du XXe siècle, sont apparues d'autres affaires de suicides collectifs, certaines indubitables, d'autres plus controversées.

### Le Temple du Peuple
Le 18 novembre 1978, à la suite de l'assassinat du représentant américain Leo Ryan, 914 disciples du gourou Jim Jones (dont le groupe religieux était issu des adventistes du septième jour) meurent à la suite d'un suicide/meurtre collectif dans la ville de Jonestown au Guyana. Parmi les morts, on dénombra 274 enfants. Certaines théories du complot prétendent que les victimes auraient été empoisonnées contre leur gré par injection et n'écartent pas l'hypothèse de l'implication de la CIA. Dans une déclaration sous serment, l'ex-membre de la secte Deborah Layton témoigna que l'organisation avait commencé à préparer le suicide lors de nuits blanches durant lesquelles les membres pratiquaient l'événement à venir en ingérant des liquides qu'ils croyaient être du poison (comme test de loyauté). Dans son discours final, enregistré sur une cassette audio (la « death tape »), Jim Jones prétend «[qu'à son avis], tous devraient se montrer aimables envers les enfants et les personnes âgées et prendre la potion que les Grecs prenaient durant l'Antiquité » en considérant le suicide collectif que le groupe allait effectuer comme un acte politique : « Nous n'avons pas commis de suicide, nous avons commis un acte de suicide révolutionnaire qui proteste contre les conditions d'un monde inhumain ».

### La tribu Ata, Philippines
Le 9 septembre 1985, dans la région de Davao, sur l'île de Mindanao, aux Philippines, 73 membres de la tribu Ata boivent un porridge contenant de l'insecticide à la demande de la « grande prêtresse ».

### Waco
Le siège de Waco est une tragédie qui s'est déroulée du 28 février au 19 avril 1993 dans la résidence du groupe religieux des « Davidiens » près de la ville de Waco dans le Texas aux États-Unis. 82 personnes dont 21 enfants et le leader du groupe, David Koresh (de son vrai nom Vernon Howell), périrent, principalement dans l'incendie qui mit un terme aux 51 jours de siège par les forces de police. On parle de suicide collectif bien que les controverses soulevées par la gestion du conflit se poursuivent à ce jour et qu'une partie des morts ait résulté de fusillades au cours du siège.

### Le Temple solaire
Le 30 septembre 1994, 5 membres de l'Ordre du Temple solaire (OTS) meurent dans l'incendie d'une maison à Morin-Heights, au Québec. Le 5 octobre 1994, 48 corps carbonisés sont retrouvés en Suisse, 23 à Cheiry et 25 aux Granges-sur-Salvan, dont les deux maîtres de l'OTS, Luc Jouret et Joseph Di Mambro. Le 15 décembre 1995, 16 personnes sont retrouvées brûlées dans une clairière du Vercors, près de la commune de Saint-Pierre-de-Cherennes, dont 3 enfants, ainsi que la femme et le fils de Jean Vuarnet. Le 22 mars 1997, 5 adeptes du Temple solaire, dont 3 Français, sont retrouvés carbonisés à Saint-Casimir, au Québec. Les raisons de la mort de plusieurs membres de cet ordre restent encore mystérieuses et non élucidées. La thèse du suicide collectif reste ainsi en suspens.

### Heaven's Gate
Le 26 mars 1997, à l'occasion de l'apparition de la comète Hale-Bopp, Marshall Applewhite a convaincu 39 adeptes du groupe Heaven's gate (« la porte du paradis ») de se suicider, dans l'espoir que leur âme rejoigne un vaisseau spatial qu'ils pensaient caché derrière la comète et qui transportait Jésus.

### Mouvement pour la restauration des dix commandements de Dieu
Le 17 mars 2000, en Ouganda, plusieurs centaines de personnes dont plusieurs enfants meurent dans l'incendie de l'église pour la restauration des dix commandements de Dieu de Credonia Mwerinde et Joseph Kibweteere. On parle de suicide collectif puis d'assassinat,.

### Heide
Le 8 janvier 1998, Heide Fittkau Garthe était soupçonnée d'avoir planifié un suicide avec ses partisans dans le parc national du Teide à Tenerife, un acte qui a été interrompu par un raid de la police sur les lieux que la secte possédait à Santa Cruz de Tenerife. La secte est appelée Centre d’entraînement pour l’émanation de l’énergie atma, mais les médias l'ont appelée « secte de Heide » par rapport à sa fondatrice.
Selon les polices espagnole et allemande, le groupe aurait effectué un suicide similaire à celui mené par l'Ordre du Temple solaire (OTS) le 4 octobre 1994 à Cheiry et Salvan, deux villages en Suisse.

### Église internationale de Bonne Nouvelle
En avril 2023, au moins 73 corps sont découverts dans une forêt près de Shakahola au sud du Kenya. Ils s'étaient laissé mourir de faim afin de « rencontrer Jésus » sur indication de leur pasteur Makenzie Nthenge.

## Chez les samouraïs
Le seppuku fut l'occasion de suicides collectifs chez les samouraïs, qui par leur mort, pensaient rendre hommage à leur maître en le suivant par-delà l'épreuve de la mort ou pour ne pas affronter le déshonneur.

## Suicide en temps de guerre
- En 219 av. J.-C., la ville de Sagonte (Espagne), alliée des Romains, est assiégée par Hannibal. Le siège dure huit mois et s'achève par le suicide collectif des habitants (218 av. J.-C.).

- En 211 av. J.-C., 27 sénateurs de Capoue (Italie), partisans d'Hannibal, s'empoisonnèrent au cours d'un repas pris en commun, juste avant la reddition de la ville qui était assiégée par les Romains.

- Au IIe siècle av. J.-C., les Teutons traversent la Gaule accompagnés de leurs alliés les Cimbres pour attaquer l'Italie romaine. Après plusieurs victoires, ils subissent finalement une défaite face à Caius Marius en 102 av. J.-C.. au cours de la bataille d'Aquae Sextiae (Aix-en-Provence aujourd'hui). Le roi des Teutons, Teutobod, est alors mis aux fers. Plusieurs centaines des femmes capturées commettent un suicide collectif après avoir tué leurs enfants[7].

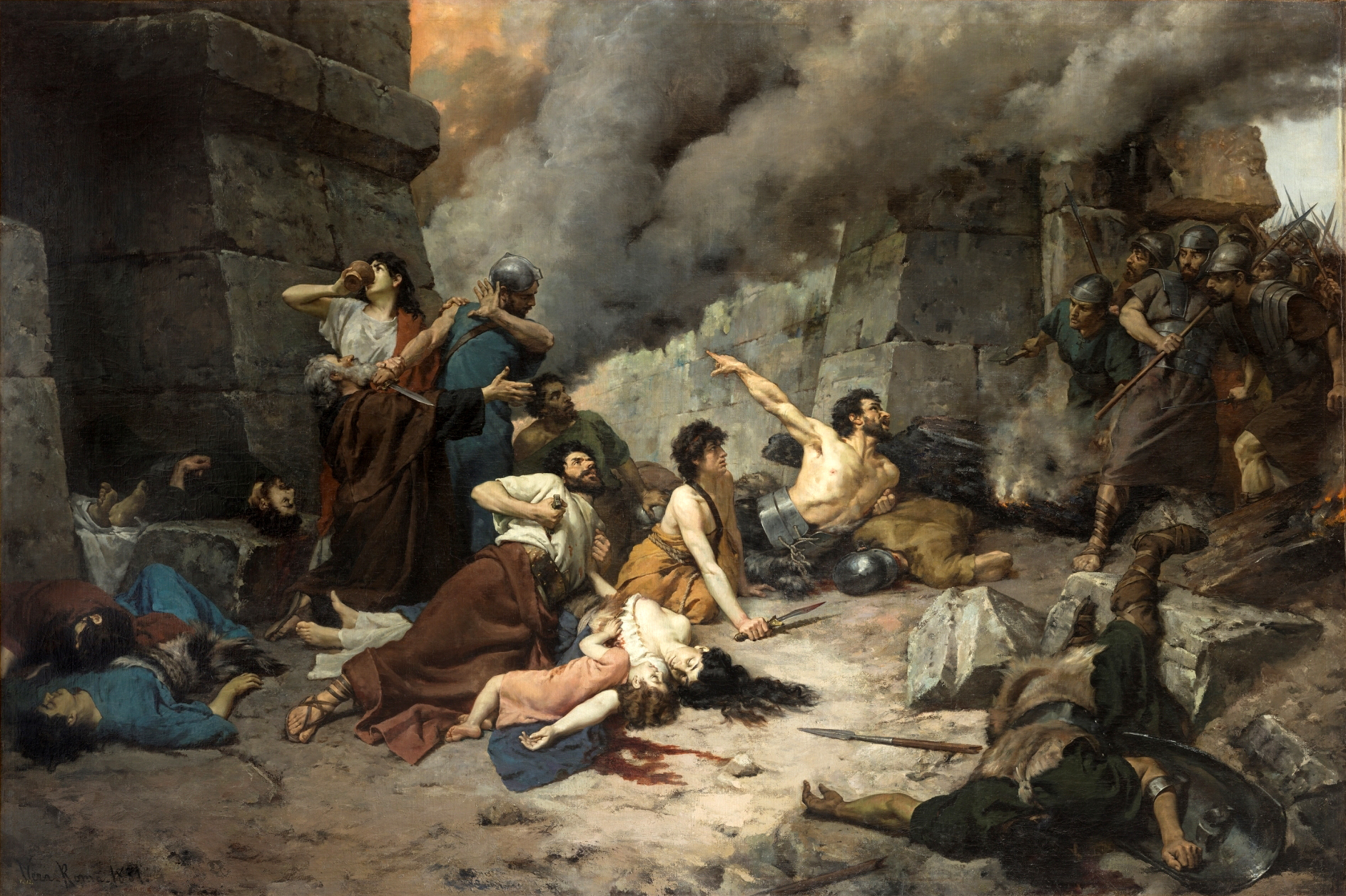
Le dernier jour de Numance par Alejo Vera (1881).

- En 133 av. J.-C., lors de la conquête romaine de la péninsule Ibérique, la ville de Numance, assiégée par le général Scipion Émilien, tombe après quinze mois de siège, vaincue par la famine. Ses habitants préférèrent se suicider plutôt que de se rendre aux Romains.
- Flavius Josèphe rapporte qu'au printemps 73, après environ sept mois de siège, les défenseurs de la forteresse de Massada s’étaient suicidés en masse plutôt que d'offrir aux légionnaires romains l'honneur d'un combat victorieux.

- La pratique du suicide collectif connue sous le nom de Jauhar se produisait au Moyen Âge dans certaines communautés du Rajput en Inde lorsque le siège d'une ville condamnait ses habitants au déshonneur ou à la conversion religieuse. L'événement le plus connu est celui du fort de Chittorgarh au Rajasthan en 1303, 1535 et 1568[8].

- En 1336, le château de Pilėnai (en) en Lituanie était assiégé par les chevaliers teutoniques. Les assiégés, sous la protection du duc Margiris, réalisant qu'il leur était impossible de résister plus longtemps, se suicidèrent après avoir détruit leurs biens et mis le feu au château[9].

- En 1849, alors que les troupes néerlandaises sont en train de conquérir l'île de Bali, le roi de Buleleng et son entourage se suicident collectivement (geste nommé puputan).

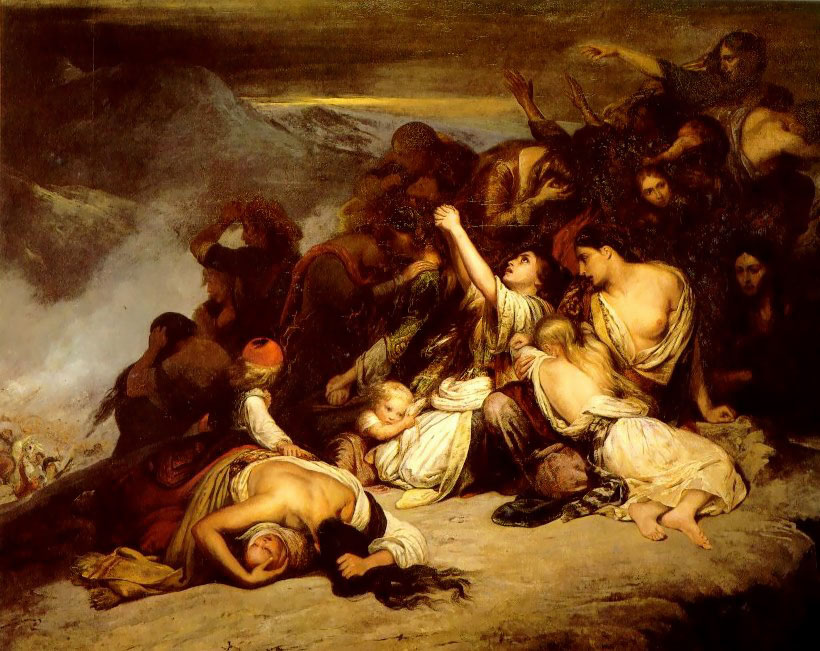
Les femmes souliotes, par Ary Scheffer (1827).

- Pendant l'occupation de la Grèce par les Ottomans, et peu de temps avant la guerre d'indépendance, des femmes de Soúli poursuivies par des Ottomans gravirent le mont Zálongo, jetèrent leurs enfants dans le précipice avant de s'y jeter elles-mêmes[10].

- Pendant la Seconde Guerre mondiale, sur l'île de Saipan, plusieurs centaines de Japonais piégés se suicidèrent plutôt que de se rendre aux Américains. Les soldats participèrent d'abord à une charge banzaï, action suicide contre les Américains, suivis par leurs blessés et même des civils. Les officiers se suicidèrent ensuite, dans une cave. À la fin de la bataille de Saipan, plusieurs milliers de civils se suicidèrent en sautant des falaises où ils avaient été repoussés par l'avance des soldats américains.

- En avril et mai 1945, environ 900 civils de Demmin se suicidèrent après avoir subi des exactions de l'Armée rouge[11]. À la même période se produisent des suicides en masse de civils, responsables gouvernementaux et militaires à l'approche de la défaite.

## Peuples d'Amazonie
À la suite de la perte de leurs terres, entre 1985 et 1999, il y aurait eu 319 suicides commis collectivement parmi les autochtones sud-américains Guaraní Kaiowa. 200 ans plus tôt, les Guarani occupaient 25 % du Mato Grosso au Brésil, ils n'en occupent plus aujourd'hui que 1 %.

## Citoyens ordinaires
Des suicides collectifs peuvent émaner simplement de personnes qui se connaissent, et qui partageant leur mal-être, décident de se suicider ensemble. C'est le cas d'adolescentes agissant en binôme (au Cap Gris-Nez et à Ivry-sur-Seine en 2005, à Charleroi en 2008), ou de membres d'une même famille, comme à Marseille en 2007.

## Internet
Internet aurait déjà constitué un moyen de rassemblement de personnes ne souhaitant pas en finir seules avec la vie ; elles se seraient alors donné rendez-vous pour un passage à l'acte collectif,. De nombreux cas de suicides collectifs souvent commis par des jeunes se rencontrant sur Internet ont été recensés au Japon dans les années 2000 (34 cas en 2003, 55 cas en 2004, 91 cas en 2005).